# Unterhaslach (Ottobeuren)

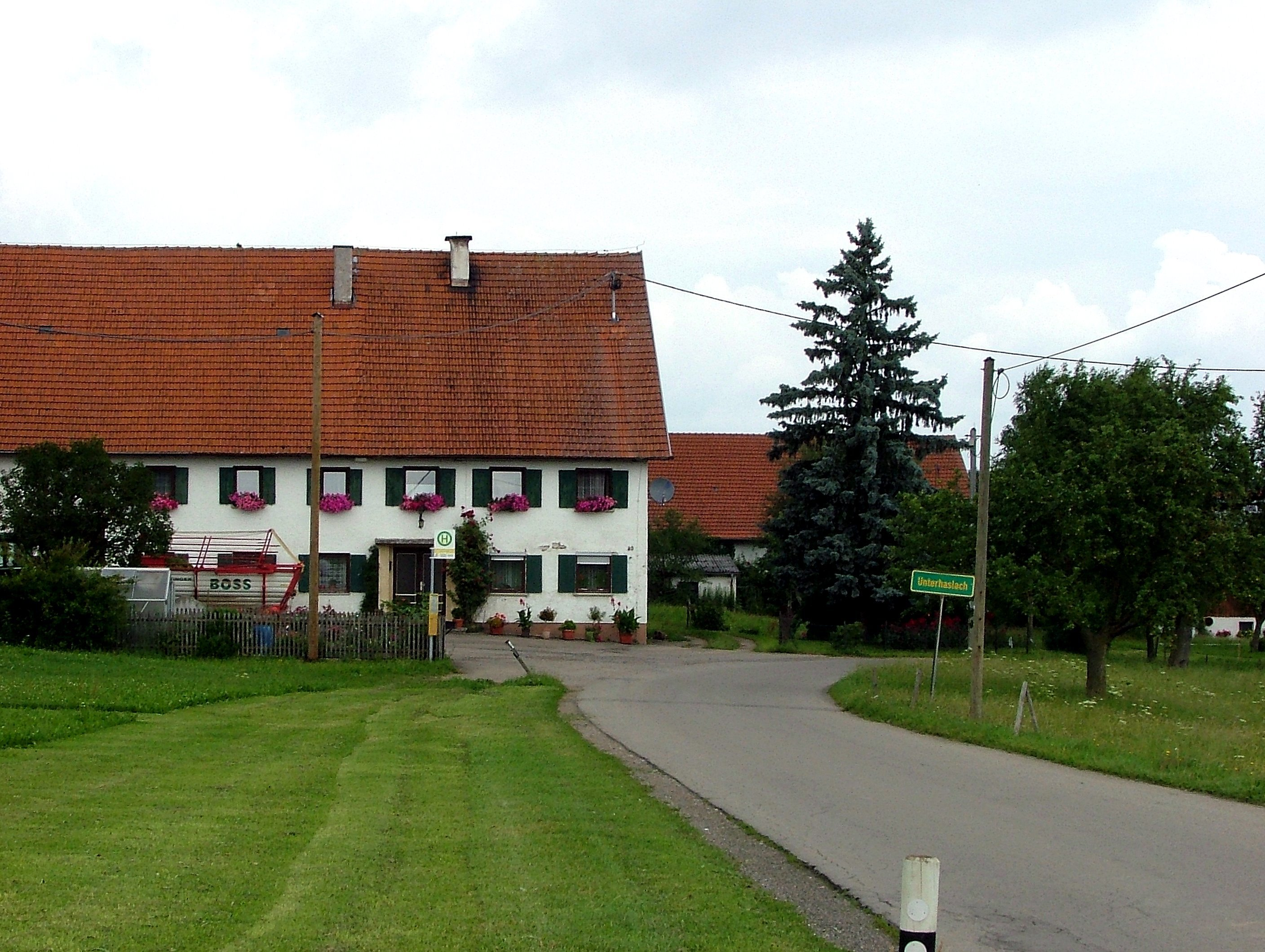
Unterhaslach 2010

Unterhaslach ist ein Gemeindeteil des Marktes Ottobeuren im oberschwäbischen Landkreis Unterallgäu.

## Geographie
Das Dorf Unterhaslach liegt etwa drei Kilometer südöstlich von Ottobeuren. Der Ort ist durch eine Landstraße mit dem Hauptort verbunden.

## Geschichte
Unterhaslach wurde erstmals 1550 urkundlich erwähnt. 1564 hatte der Ort 53 Einwohner. Die Bevölkerung blieb über die Jahrhunderte stabil. 1811 lebten in zehn Häusern 51 Menschen und bei der Volkszählung 1961 wohnten 46 Einwohner in elf Häusern. Unterhaslach gehörte zur Gemeinde Betzisried und wurde mit dieser im Zuge der Gebietsreform in Bayern am 1. Januar 1972 in den Markt Ottobeuren eingegliedert.